# Иван Пальошев
Иван Кръстев Пальошев, (Пайльошев), известен още като Пайльоша, е български революционер, деец на Вътрешна македоно-одринска революционна организация и Македонската федеративна организация, по-късно ренегат, преминал на сръбска служба.

## Биография
Пальошев е роден в град Енидже Вардар (Па̀зар), тогава в Османската империя, днес Яница, Гърция. Влиза във ВМОРО и става четник, а по-късно и десетар, при Апостол войвода. По-същото време брат му Дивиниш Пальошев участва в гъркоманска чета. На 1 май 1906 година убива по нареждане на ениджевардарския комитет гъркоманския деец Яни Карабатаков и (племенницата му) Калиопи Попстамку в местността „Кремното“ (лозята) край града.
След Младотурската революция Апостол Петков се прехвърля за кратко в България и оставя Иван Пальошев и Стоян Бозецки да командват четата. Постепенно Иван Пальошев се корумпира от дадената му власт в отсъствието на Апостол войвода. На една гъркоманска сватба в Гюпчево се стига до кървава саморазправа с гръцки андарти, след като Пальошев е поръчал на музикантите песента „Надвор от Гуменджа“. Според Тома Николов причина за скандала, при който загиват сватбари и четници, са именно гръцките андарти.
При избухването на Балканската война е доброволец в Македоно-одринското опълчение и е войвода в чета №41, а по-късно служи в 13 кукушка и 15 щипска дружина, а през Междусъюзническата война се сражава в Сборната партизанска рота на МОО. Носител е на орден „За храброст“ IV степен.
| Чета № 41 на МОО с командир Иван Пальошев | Чета № 41 на МОО с командир Иван Пальошев | Чета № 41 на МОО с командир Иван Пальошев | Чета № 41 на МОО с командир Иван Пальошев | Чета № 41 на МОО с командир Иван Пальошев | Чета № 41 на МОО с командир Иван Пальошев |
| Номер                                     | Име                                       | Години                                    | Околия                                    | Селище                                    | Бележки                                   |
| ----------------------------------------- | ----------------------------------------- | ----------------------------------------- | ----------------------------------------- | ----------------------------------------- | ----------------------------------------- |
|                                           | Ангел Стоянов                             | 28                                        | Ениджевардарско                           | Бубакево                                  |                                           |
|                                           | Вангел Дубинов (Дубев, Дубин)             | 25                                        | Ениджевардарско                           | Гумендже                                  |                                           |
|                                           | Гоно Вълканов Мяската                     | 20 (21)                                   | Ениджевардарско                           | Гумендже                                  |                                           |
|                                           | Гоце Аргиров                              | 24                                        | Ениджевардарско                           | Енидже Вардар                             |                                           |
|                                           | Гоно Петров Азъров (Хазяров)              | 30 (36)                                   | Ениджевардарско                           | Гумендже                                  |                                           |
|                                           | Димитър (Дино) Анъков (Аняков)            | 38 (45)                                   | Ениджевардарско                           | Крива                                     |                                           |
|                                           | Димитър Шотев (Шодев)                     | 35                                        | Ениджевардарско                           | Гумендже                                  |                                           |
|                                           | Иван Аврамчев                             | 21                                        | Ениджевардарско                           | Енидже Вардар                             |                                           |
|                                           | Иван Робков (Ропков)                      | 28                                        | Ениджевардарско                           | Крива                                     |                                           |
|                                           | Костадин Хаджигаев                        | 22                                        | Ениджевардарско                           | Енидже Вардар                             |                                           |
|                                           | Мино Панайотов                            | 45                                        | Ениджевардарско                           | Гумендже                                  |                                           |
|                                           | Никола Антонов                            | 33 (34)                                   | Ениджевардарско                           | Енидже Вардар                             |                                           |
|                                           | Тодор Хаджимихайлов                       | 35 (37)                                   | Ениджевардарско                           | Гумендже                                  |                                           |
|                                           | Христо Божинов (Божанов)                  | 28 (30)                                   | Ениджевардарско                           | Гумендже                                  | бронзов медал                             |

След войната подпомага възстановяването на ВМОРО и участва във Валандовската акция. През Първата световна война служи в Планинската дивизия и като командир на разузнавателна група към щаба на Македонския фронт. На 16 декември 1920 година участва в учредяването на Илинденската организация
След войната Пальошев се включва в дейността на Македонската федеративна организация на Филип Атанасов и Никола Юруков. При сблъсъка на МФО и ВМРО Пальошев бяга в Сърбия и минава на сръбска служба. През октомври 1923 година устройва засада на войводата Георги Хаджимитрев при Милетково и в сражението те губят четника Мустафа Мехмедов от Нъте и куриера Кръстю Георгиев от Милетково.
На 14 февруари 1923 година струмишкият войвода Георги Въндев извършва атентат срещу Пальошев и други федералисти в кафене на центъра на Струмица. Пальошев е тежко ранен, а помощникът му Халил Пехливанов е убит. Към 7 април 1924 година Пальошев продължава дейността си и мобилизира хора от струмишките села за федералистката си чета. През август 1924 година Георги Хаджимитрев изпраща четника Иван Марков, който сполучливо извършва атентат в Гевгели срещу Пальошев, който е тежко ранен, а двама негови четници и един акцизен агент са убити.
Четата на Пальошев продължава да действа в Гевгелийско до 1933 година.